# Servei Català de la Salut
El Servei Català de la Salut (CatSalut) és un ens públic de caràcter institucional dependent de la Generalitat de Catalunya i adscrit al Departament de Salut de la Generalitat de Catalunya. Va ser creat l'any 1990 per mitjà de la Llei d'ordenació sanitària de Catalunya (LOSC).
És l'ens responsable de garantir l'atenció sanitària de cobertura pública, integral i de qualitat a la ciutadania de Catalunya i desenvolupa les seves activitats per tal que el sistema sanitari català, sigui un sistema públic, equitatiu, eficient i sostenible, al servei de les necessitats de la població i treballa en col·laboració dels múltiples agents que hi intervenen (gestors, ciutadania i professionals sanitaris). La seva missió és garantir l'atenció sanitària de cobertura pública, integral i de qualitat a tots els ciutadans i ciutadanes de Catalunya, mitjançant una adequada adaptació de l'oferta a les necessitats de la població.
Des de 1990 s'ha desplegat i millorat una xarxa que actualment està integrada per 892 centres: 420 centres d'atenció primària, 71 hospitals, 142 centres sociosanitaris i 259 dispositius de salut mental.

## Història
El 14 de juny de 1990 el Parlament de Catalunya aprova la Llei d'ordenació sanitària de Catalunya (LOSC), com a resultat de les actuacions que la Generalitat porta a terme des del traspàs el 1981 de les transferències en matèria de salut per respondre a la necessitat d'ordenar, planificar i gestionar el sistema sanitari català.
L'1 de gener de 1991 entra en funcionament el Servei Català de la Salut, creat per la LOSC com a ens públic de caràcter institucional adscrit al Departament de Salut i configurat per tots els centres, els serveis i els establiments sanitaris públics i de cobertura pública de Catalunya.
El sistema de salut català queda configurat a partir d'un model públic. El model aposta, doncs, per l'aprofitament de tots els recursos sanitaris existents ja siguin de titularitat pública o privada –sistema sanitari mixt- per poder fer efectiu el dret constitucional de protecció de la salut.

## Funcions
Per a la consecució de les seves finalitats, el Servei Català de la Salut, en el marc de les directrius i les prioritats de la política de protecció de la salut i d'assistència sanitària i sòcio-sanitària i els criteris generals de la planificació sanitària, desenvolupa les funcions següents:
- L'ordenació, la planificació, la programació, l'avaluació i la inspecció sanitàries, sòcio-sanitàries i de salut pública.
- La distribució dels recursos econòmics afectes al finançament dels serveis i les prestacions que configuren el sistema sanitari públic i de cobertura pública.
- La gestió i l'administració dels centres, els serveis i els establiments de protecció de la salut i d'atenció sanitària i sòcio-sanitària integrats en el Servei Català de la Salut, i dels serveis administratius que conformen la seva estructura, tot potenciant l'autonomia de gestió dels centres sanitaris.
- La gestió i l'execució de les actuacions i els programes institucionals en matèria de promoció i protecció de la salut, prevenció de la malaltia, assistència sanitària i sòcio-sanitària i rehabilitació.
- La gestió dels serveis i les prestacions del sistema sanitari públic de Catalunya.
- L'establiment de directrius generals i criteris d'actuació vinculants quant als centres, els serveis i els establiments adscrits funcionalment al Servei Català de la Salut, pel que fa a la seva coordinació amb el dispositiu sanitari públic.
- L'establiment, la gestió i l'actualització d'acords, convenis i concerts amb entitats no administrades per la Generalitat de Catalunya.[5]

## Regions sanitàries
Els serveis estan organitzats territorialment en set regions sanitàries, una per cada àmbit funcional del Pla territorial general de Catalunya:
- Alt Pirineu i Aran, amb seu a Tremp
- Lleida (àmbit de Ponent), amb seu a Lleida
- Camp de Tarragona, amb seu a Tarragona
- Terres de l'Ebre, amb seu a Tortosa
- Girona (àmbit Comarques gironines), amb seu a Girona
- Catalunya Central, amb seu a Manresa
- Barcelona, distribuïda en 3 àmbits:
  - Àmbit Barcelona Ciutat.
  - Àmbit Metropolità Nord.
  - Àmbit Metropolità Sud.

## La Meva Salut
La Meva Salut és el web personal i intransferible que permet a la ciutadania de Catalunya disposar de la seva informació personal de salut i inclou la informació que s'ha generat per l'atenció sanitària que s'hagi prestat en algun dels centres assistencials públics.

## Gestió de Serveis Sanitaris
Gestió de Serveis Sanitaris (GSS) és una empresa pública que presta serveis d'atenció sanitària, salut mental, atenció primària i serveis sociosanitaris a les comarques de Lleida. Fundada el 31 d'agost de 1992, la seva funció és executar programes de salut i rehabilitació, així com desenvolupar investigació en l'àmbit de la salut, en col·laboració amb institucions educatives i sanitàries.